# Tityus apiacas
Espèce
Tityus apiacas est une espèce de scorpions de la famille des Buthidae.

## Distribution
Cette espèce est endémique du Mato Grosso au Brésil. Elle se rencontre vers Apiacás et Aripuanã.

## Description
Le mâle holotype mesure 97,0 mm et la femelle paratype 76,0 mm.

## Étymologie
Son nom d'espèce lui a été donné en référence au lieu de sa découverte, Apiacás.

## Publication originale
- Lourenço, 2002 : « New records of scorpions for the Neotropics (Arachnida). » Revue Suisse de Zoologie, vol. 109, no 1, p. 127-141 (texte intégral).